# Ажак
Ажак (фр. Ajac) насеље је и општина у јужној Француској у региону Лангдок-Русијон, у департману Од која припада префектури Лиму.
По подацима из 2011. године у општини је живело 198 становника, а густина насељености је износила 37,43 становника/km². Општина се простире на површини од 5,29 km². Налази се на средњој надморској висини од 240 метара (максималној 401 m, а минималној 226 m).

## Демографија
| 1962. | 1968. | 1975. | 1982. | 1990. | 1999. | 2011. |
| ----- | ----- | ----- | ----- | ----- | ----- | ----- |
| 218   | 219   | 226   | 217   | 209   | 196   | 198   |

График промене броја становника у току последњих година